# Kłęk kanadyjski
Kłęk kanadyjski, kłęk amerykański (Gymnocladus dioica (L.) K. Koch) – gatunek drzewa z rodziny bobowatych. Pochodzi z Ameryki Północnej. W Europie, w tym w Polsce, jest uprawiany.

## Morfologia
PokrójPotężne dwupienne drzewo do 30 m wysokości, z odrostami korzeniowymi. Ma nisko osadzoną, kopulastą i szeroką koronę i bardzo grubą i głęboko spękaną, szaroczarną korę. Młode drzewa rosną szybciej, później wolniej.
LiściePodwójnie pierzaste, o długości osi głównej do 80 cm, składające się z jajowatych lub jajowatoeliptycznych listków. Po ich opadnięciu pozostają tylko dźwigające je grube gałązki. Bardzo późno rozwija liście. Liście mają ciemnozielony kolor i za młodu omszoną spodnią stronę blaszek.
KwiatyRoślina dwupienna. Białe, niewielkie, promieniste, rozdzielnopłciowe, zebrane w szczytowe wiechy na końcach pędów.
OwocBrązowy, gruby, twardy, szeroki strąk z galaretowatym słodkawym miąższem w środku. Ma długość do 15 cm. Nasiona duże, o łupinie grubej, lecz początkowo miękkiej.

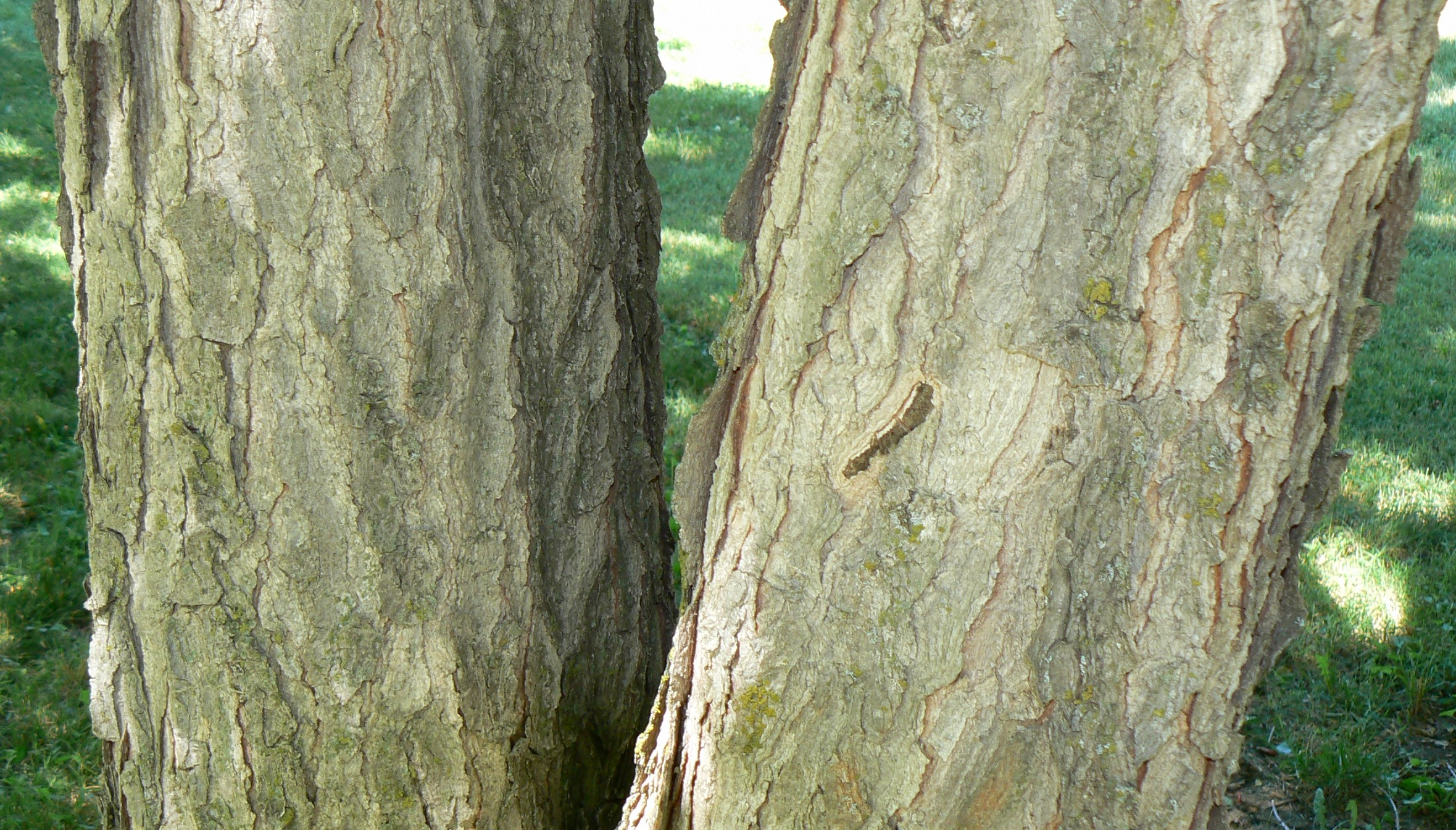
Pień
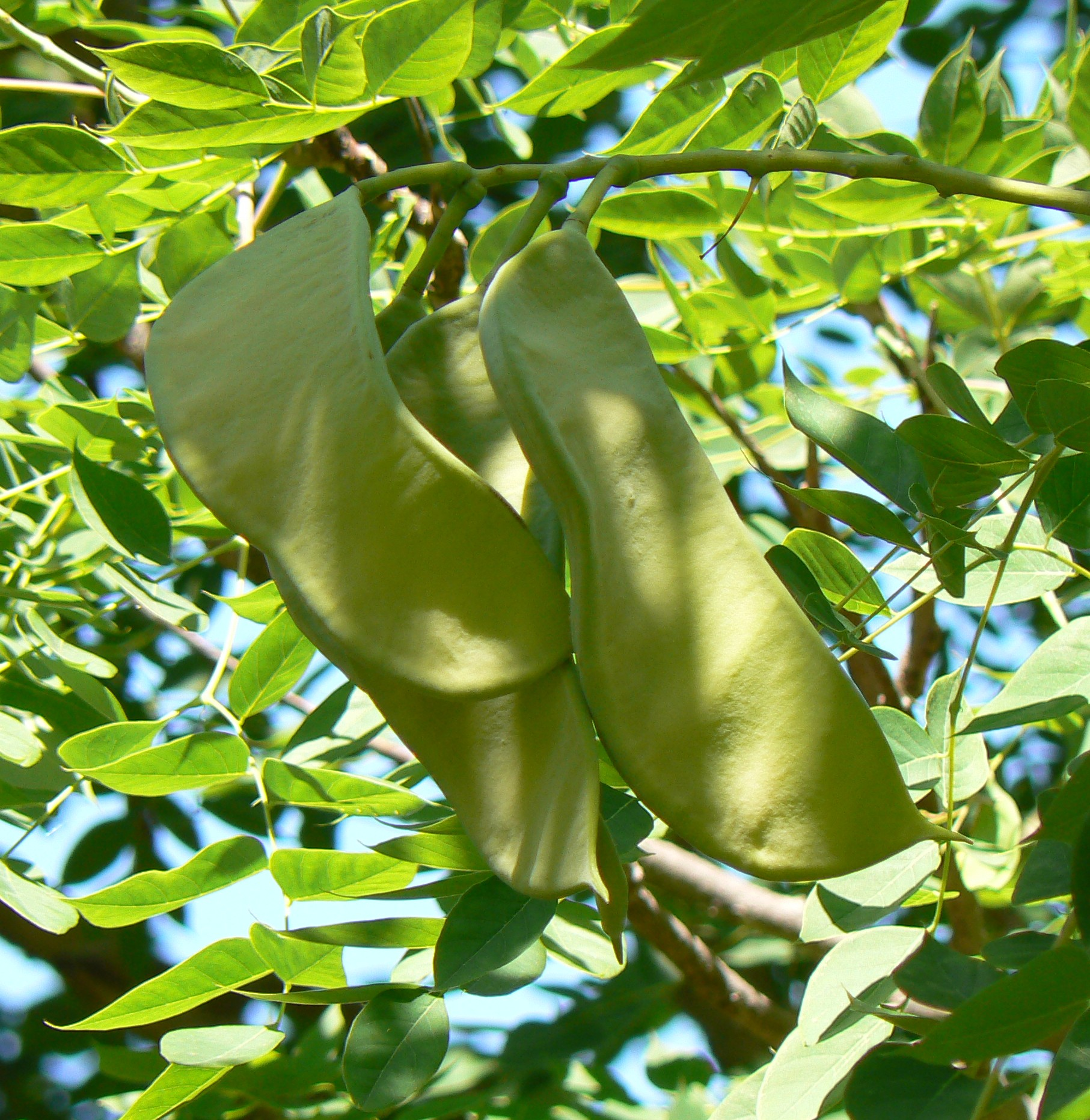
Owoce

## Biologia i ekologia
Roślina wieloletnia, megafanerofit. Kwitnie w maju. Dojrzałe strąki pozostają na drzewie przez zimę, stopniowo opadając aż do wiosny. Nasiona bywają rozbijane i zjadane przez wrony. Dojrzewają w październiku. Roślina zaczyna owocować ok. 10 roku życia. Nasiona mają bardzo dużą zdolność kiełkowania; 95-100%.

## Zastosowanie
- Roślina ozdobna. Bywa sadzony w parkach jako imponujące, pojedyncze drzewo. Kwiaty nie są specjalnie ozdobne. Rozmnaża się z odrostów korzeniowych oraz z nasion.
- Drewno używane jest w stolarstwie. Ma podobne własności i zastosowanie, jak drewno igliczni trójcierniowej
- W korze znajdują się saponiny.
- Dawniej nasiona wykorzystywano jako surogat kawy.